# Звезда моего города
«Звезда моего города» — художественный фильм 1970 года, выпущенный студией Грузия-фильм.

## Сюжет
Фильм повествует о молодой актрисе Олол, которая возвращается в свой родной город в Грузии, несмотря на признание в столице. Именно на родине она находит свою любовь и верных друзей.

## В ролях
- Медея Бибилейшвили — Олол
- Леван Пилпани — Гуджа
- Карло Саканделидзе — Парна
- Зураб Капианидзе — Дурмишхан
- Сесиль Такаишвили — Верико
- Екатерина Верулашвили — Катюша
- Арчил Мачабели — Амбако
- Тина Чарквиани — Марта
- Ипполит Хвичиа — эпизод